# Claus Lufen

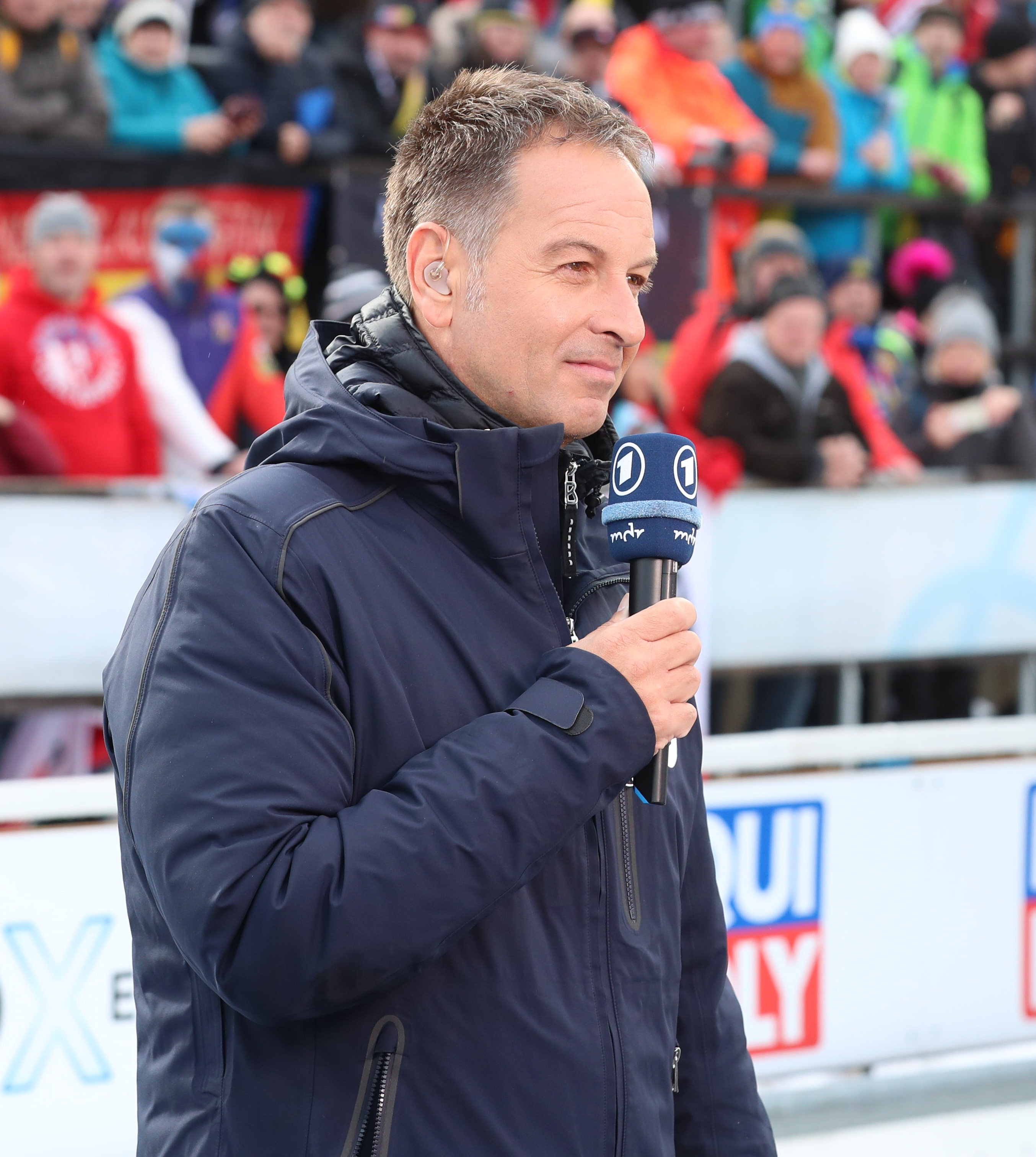
Claus Lufen (2020)

Claus Lufen (* 4. November 1966 in Orsoy, heute ein Stadtteil von Rheinberg) ist ein deutscher Fernsehmoderator und Sportreporter.

## Werdegang
Lufen studierte nach dem Abitur an der Deutschen Sporthochschule Köln Sportwissenschaft mit dem Schwerpunkt Sportpublizistik. Er beendete sein Studium als Diplom-Sportlehrer. Außerdem studierte er nebenbei Germanistik an der Universität zu Köln. Während dieser Zeit war er als studentischer Mitarbeiter am Institut für Sportpublizistik an der Deutschen Sporthochschule in Köln tätig.

## Arbeit als Moderator
1985 kam er als freier Mitarbeiter zur Neuen Ruhr Zeitung. Dort blieb er, bis er 1992 zum WDR als freier Mitarbeiter wechselte. Er moderiert die DTM, Olympische Spiele und Fußball-Weltmeisterschaften. Außerdem ist er als Moderator der Sportschau, von Sportschau live und Liga 3 – Fußball sowie als Kommentator bzw. Reporter tätig.
2025 moderierte er gemeinsam mit Amelie Stiefvatter die Abschlussfeier der FISU Summer World University Games 2025 Rhine-Ruhr.

## Privates
Lufen war seit 1997 mit der Fernsehmoderatorin Marlene Lufen verheiratet, hat zwei Kinder und lebt in Köln-Lövenich. 2019 trennte sich das Paar.